# Jonathan Finlayson

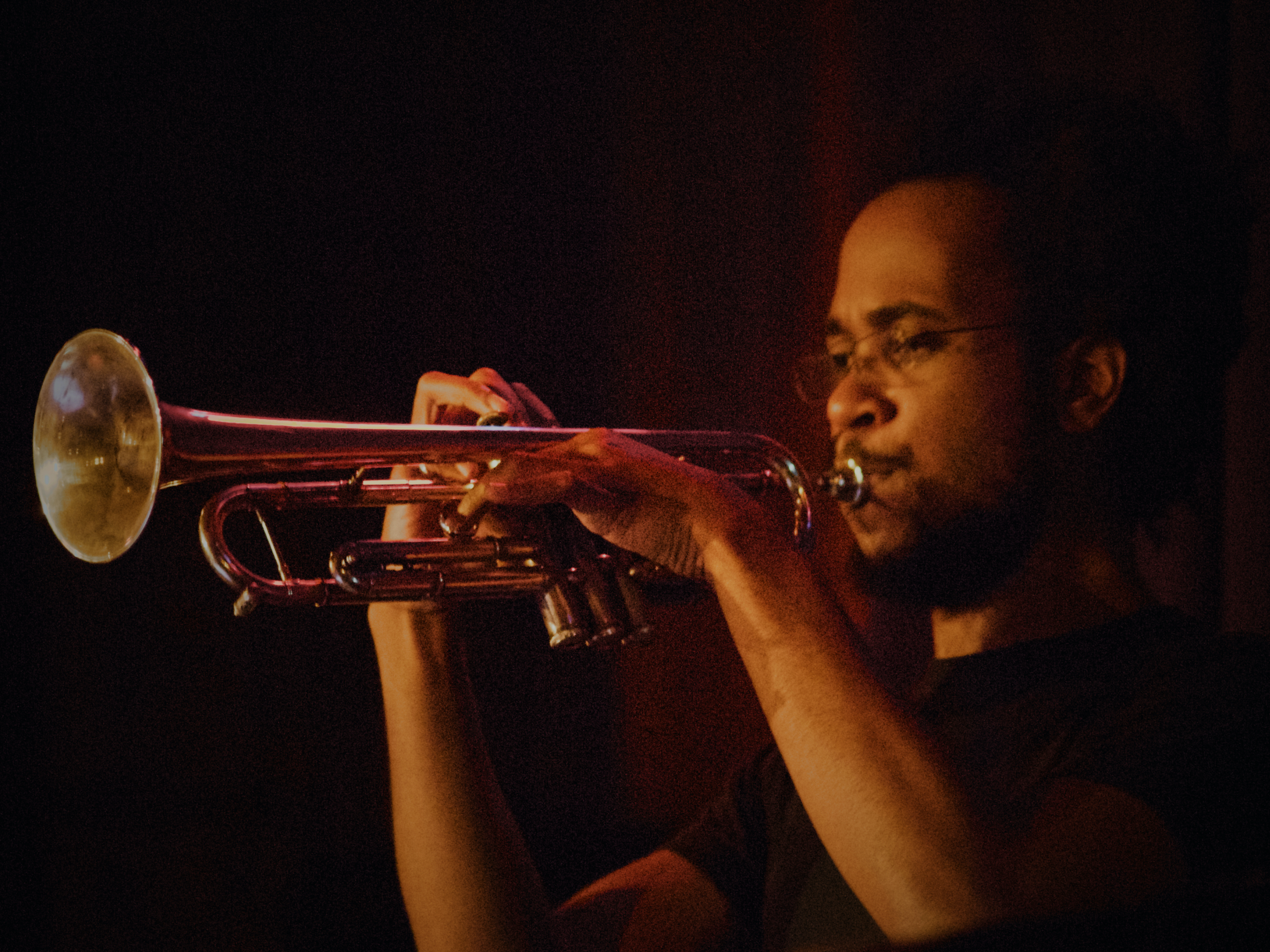
Jonathan Finlayson mit Steve Coleman and Five Elements, Schüttershof Middelburg, 2010

Jonathan Finlayson (* 1982 in Berkeley) ist ein US-amerikanischer Jazztrompeter, den die New York Times als „einen prägnanten und oft überraschenden Trompeter“ bezeichnete.

## Leben
Finlayson begann mit zehn Jahren mit dem Trompetenspiel, als er in Oakland, wo er aufwuchs, die öffentliche Schule besuchte. Unter der Mentorenschaft des Trompeters Robert Porter, eines Veteranen der Bebopära, hatte er erste Auftritte in seiner Heimatstadt, darunter Jamsession im Bird Cage. In New York City studierte er an der New School for Jazz and Contemporary Music bei Eddie Henderson, Jimmy Owens und Cecil Bridgewater. Seit Beginn der 2000er Jahre arbeitet er u. a. mit Steve Coleman (Harvesting Semblances and Affinities, 2010, The Mancy of Sound (2011) und Synovial Joints, 2015), außerdem mit Mary Halvorson, Steve Lehman, Tomas Fujiwara (The Air Is Different, 2012), Ches Smith, David Virelles (Continuum 2012). und Liberty Ellman (Last Desert, 2020). Im Bereich des Jazz war er zwischen 2001 und 2021 an 36 Aufnahmesessions beteiligt.
2013 legte Finlayson bei Pi Recordings sein Debütalbum Moment and the Message vor, bei dem Miles Okazaki, Damion Reid, David Virelles und Keith Witty mitwirkten. 2018 erschien 3 Times Around (Pi Recordings), das Finlayson mit Steve Lehman, Brian Settles, Matt Mitchell, John Hébert und Craig Weinrib eingespielt hatte. Zu hören ist er u. a. auch auf Jamie Baums Album What Times Are These (2024).
Der Trompeter ist nicht mit dem australischen Schauspieler Jon Finlayson (1938–2012) zu verwechseln.